# Homero Silva
Homero Silva (São Paulo, 30 de janeiro de 1918 – São Paulo, 19 de setembro de 1981) foi o primeiro apresentador da televisão brasileira, além de político e professor.
Apresentava o programa TV na Taba da TV Tupi e foi também radialista das rádios Tupi e Difusora nas décadas de 1940 e 1950. Apresentava o programa de auditório Clube Papai Noel, onde surgiram vários cantores, entre os quais Wilma Bentivegna. Na cidade de São Paulo, existe uma praça com o seu nome localizada no bairro da Pompeia, próxima à avenida de mesmo nome.
Silva também foi o primeiro na TV brasileira a apresentar um programa para jovens, chamado Grêmio Juvenil Tupi. Por bastante tempo, apresentou o Clube dos Artistas, mais tarde apresentado por Aírton e Lolita Rodrigues. Silva também apresentava eventos comemorativos na TV Tupi, como a cobertura do Quarto Centenário da cidade de São Paulo.
Foi vereador e deputado no estado de São Paulo. Em 1955, chegou a candidatar-se para a prefeitura da capital, mas ficou em segundo lugar nas eleições, perdendo para Lino de Mattos. Homero Silva foi ainda professor na Faculdade de Direito de Bragança Paulista.
Depois de encerrar a carreira de apresentador na TV Tupi, foi presidente da Companhia de Telecomunicações do Estado de São Paulo (COTESP) entre 1967 e 1971, da Fundação Padre Anchieta, e depois diretor artístico da Rádio Cultura.